# Singles & More 〜Antinos Years
『Singles & More 〜Antinos Years』（シングルス・アンド・モア アンティノス・イヤーズ）は、フラワーカンパニーズのベスト・アルバム。通称「花表」。

## 概要
アンティノスレコード時代のシングル曲を中心に選曲したベスト・アルバム。シングルバージョンを多数収録。1ヶ月後にはメンバーセレクションによる「スーパー裏ベスト」が発売された。

## 収録曲
1. 孤高の英雄 (3:38)
1stシングル曲。
シングルバージョンで収録。
2. 恋をしましょう (4:02)
ミニアルバム「恋をしましょう」収録曲。
3. ああ今日も空振り (3:37)
2ndシングル曲。
シングルバージョンで収録。
4. 冬のにおい (4:12)
3rdシングル曲。
5. 靴下 (5:08)
4thシングル曲。
6. 最高の夏 (4:01)
5thシングル曲。
7. ヒコーキ雲 (5:06)
6thシングル曲。
8. 涙よりはやく走れ (4:41)
7thシングル曲。
9. ホップ ステップ ヤング (4:30)
8thシングル曲。
10. LOVE ME DO (3:58)
9thシングル曲。
11. 元気ですか (4:46)
10thシングル曲。
シングルバージョンで収録。
12. 夜明け (5:46)
11thシングル曲。
13. BELLBOTTOM JACK (4:05)
12thシングル曲。
14. アイ・アム・バーニング (3:21)
1stアルバム「フラカンのフェイクでいこう」収録曲。
15. フェイクでいこう (2:43)
1stアルバム「フラカンのフェイクでいこう」収録曲。
16. 雨よ降れ (3:26)
2ndアルバム「フラカンのマイ・ブルー・ヘブン」収録曲。
17. 俺たちハタチ族 (2:55)
3rdアルバム「俺たちハタチ族」収録曲。
18. 落ち葉 (4:46)
作詞：鈴木圭介　作曲：竹安堅一・鈴木圭介
未発表新曲。